# Uvalde County
Uvalde County je okres ve státě Texas v USA. K roku 2010 zde žilo 26 405 obyvatel. Správním městem okresu je Uvalde. Celková rozloha okresu činí 4 038 km².